# /Film
/Film (pronunciato slashfilm) è un blog che fornisce notizie su film, recensioni, interviste ai protagonisti e trailer.
È stato fondato da Peter Sciretta il 23 agosto 2005.

## Podcast
Il sito ospita vari podcast. /Filmcast, condotto da David Chen, Adam Quigley e Devindra Hardawar tratta di notiziari televisivi, film e recensioni, con ospiti differenti ogni puntata. File Tobolowsky, condotto da Chen, tratta della sua carriera, della vita e altri argomenti connessi. /JustifiedCast, anche questo condotto da Chen, seguiva la messa in onda della serie TV Justified. In A Cast of Kings, condotto da Chen e Joanna Robinson di Pajiba.com, venivano discussi e analizzati tutti gli episodi di Game of Thrones. Altri podcast sulla falsariga di quelli descritti, sempre condotti da Chen e Robinson, trattano o trattvano l'analisi e il commento degli episodi di altre celebri serie tv, come ad esempio Breaking Bad.

## Premi e nomine
- /Film ha vinto il Total Film's Movie Blog Award nella categoria Majors.[1]
- Il TIME ha nominato /Film uno dei 25 migliori Blog del 2009.[2]
- Il programma di G4 Attack of the show ha indicato /Film come uno dei migliori blog che trattano di film.[3]
- PC Magazine indicò il sito come tra i migliori consigliati agli appassionati di cinema.[4]
- /Film vinse il Performancing Blog Award come "migliore blog di intrattenimento" (Best Entertainment Blog) del 2007.[5]
- Il sito fu nominato, e finì in finale, Best Major Blog per i Weblog Awards del 2008.[6]
- È stato nominato "Best Entertainment Weblog" nel 2008 da Bloggies.[7]